# Phyllachora tupi
Phyllachora tupi är en svampart som beskrevs av Viégas & C.G. Teixeira 1945. Phyllachora tupi ingår i släktet Phyllachora och familjen Phyllachoraceae.   Inga underarter finns listade i Catalogue of Life.